# 사가병
사가병(沙家浜, Sha jia bang)은 중국의 문화혁명 오페라이다.

## 유명 아리아
- 祖国的好山河寸土不让
- 共产党就像天上的太阳一样
- 你待同志亲如一家
- 智斗
- 引诱敌人来打枪
- 毛主席党中央指引方向
- 要学那泰山顶上一青松
- 定能战胜顽敌度难关
- 沙家浜总有一天会解放（斥敌）
- 飞兵奇袭沙家浜